# 圣伊泰尔
圣伊泰尔（法語：Saint-Ythaire，法語發音：[sɛ̃t‿itɛʁ]）是法国索恩-卢瓦尔省的一个旧市镇，属于马孔区。2023年1月1日，圣伊泰尔与市镇博奈合并为新市镇博奈-圣伊泰尔。

## 地理
圣伊泰尔（46°34'7"N, 4°36'36"E）面积9.3 平方千米，位于法国勃艮第-弗朗什-孔泰大區索恩-卢瓦尔省，该省份为法国中部省份，北起顺时针与科多尔省、汝拉省、安省、罗讷省、卢瓦尔省、阿列省和涅夫勒省接壤。
与圣伊泰尔接壤的市镇（或旧市镇、城区）包括：比尔济、博奈、锡日勒沙泰勒。
圣伊泰尔的时区为UTC+01:00、UTC+02:00（夏令时）。

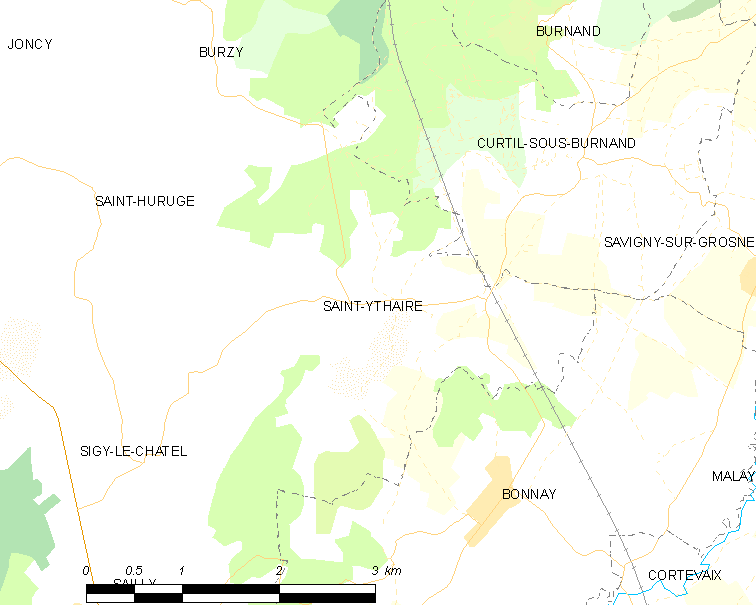
圣伊泰尔的OSM定位图

## 行政
圣伊泰尔的邮政编码为71460，INSEE市镇编码为71492。

## 政治
圣伊泰尔所属的省级选区为克吕尼县。

## 人口

1962-2008年间圣伊泰尔人口变化图示

圣伊泰尔于2020年1月1日时的人口数量为127人。